# 830-е годы до н. э.
830-е (восемьсо́т тридца́тые) го́ды до на́шей э́ры по пролептическому юлианскому календарю — промежуток времени с 1 января 839 года до н. э. по 31 декабря 830 года до н. э., включающий с 839 по 831 годы 7-го десятилетия  и 830 год 8-го десятилетия IX века 1-го тысячелетия до н. э. Им предшествовали 840-е годы до н. э., за ними следовали 820-е годы до н. э. Они закончились 2855 лет назад.

## Важнейшие события
- 830—820-е годы — царь Самаля (Северная Сирия) Киламува. Поражение Киламувы от Азитавадда. Киламува призывает на помощь Салманасара, который побеждает дануниитов. Позже Киламува освобождается от власти Ассирии.

840 год до н. э.
- Поход Салманасара III в горы Амана за кедром.

839 год до н. э.
- Поход Салманасара III на Запад.

838 год до н. э.
- Поход Салманасара III против Сухи.
- Умер князь Чу Сюн-юн, ему наследовал младший брат Сюн-янь (эра правления 837—828)[1][2].
- Умер князь Цай У-хоу, ему наследовал сын И-хоу (эра правления 837—810)[3][4].

837 год до н. э.
- Поход Салманасара III (21 год правления) против Данабу.
- Умер фараон XXII династии Осоркон II, на престол взошёл Шешонк III. Родственные связи неизвестны (возможно, сын Такелота II).
- (840?)[5] — Начало XXIII династии, в Верхнем и Среднем Египте начал править Такелот II (ранее бывший верховным жрецом), сын либо внук Осоркона II. Шешонк III сохраняет власть лишь над Нижним Египтом.

836 год до н. э.
- Поход Салманасара III (22 год правления) против Табала.

835 год до н. э.
- Салманасар III переправился через Евфрат.
- Свержение царицы Гофолии. Начало правления царя Иудеи Иоаса.
- Умер князь Цао И-бо, ему наследовал младший брат Цян (Ю-бо, эра правления 834—826)[3][6].
- ? — Изгнан верховный жрец Амона Осоркон, жрецом стал Хорсиесе (II).

834 год до н. э.
- Поход Салманасара III против Намара, затем в Парсуа.

833 год до н. э.
- 4-й год Шешонка III — совершено погребение Аписа.
- Поход Салманасара III в Куэ (Киликию).

832 год до н. э.
- Поход Салманасара III на Хаттину. Жители Хаттины свергли своего царя Лубарну, сторонника Ассирии. Салманасар посылает туда своего полководца и ставит нового царя.
- Ассирийский царь Салманасар III направил против царя Урарту Сардури I своего полководца, но последнему удалось не допустить ассирийцев вглубь государства.[7]
- Умер князь Чэнь Ю-гун, ему наследовал Сяо (Си-гун, эра правления 831—796)[3][8].

831 год до н. э.
- Поход ассирийского полководца Дайан-Ашшура против Урарту (см. Салманасар III).
- Умер князь Сун Си-гун, ему наследовал сын Цзянь (Хуэй-гун, эра правления 830—801, по гл.14 «Ши цзи» — до 800)[3][9].